# Edenfield
Edenfield är en ort i Storbritannien.   Den ligger i grevskapet Lancashire och riksdelen England, i den centrala delen av landet, 280 km nordväst om huvudstaden London. Edenfield ligger 193 meter över havet och antalet invånare är 2 126.
Terrängen runt Edenfield är huvudsakligen kuperad, men söderut är den platt.Runt Edenfield är det mycket tätbefolkat, med 1 266 invånare per kvadratkilometer. Närmaste större samhälle är Bolton, 12,5 km sydväst om Edenfield. Trakten runt Edenfield består i huvudsak av gräsmarker.